# Mariona Rebull (pel·lícula)
Mariona Rebull és una pel·lícula dramàtica de 1947 dirigida per José Luis Sáenz de Heredia i protagonitzada per José María Seoane, Blanca de Silos i Sara Montiel. Es tracta d'una adaptació de la novel·la del mateix títol escrita per Ignasi Agustí i Peypoch. La pel·lícula mostra una crítica a l'alta societat de Barcelona de finals del segle xix. Mariona Rebull és una dona infeliç en el seu matrimoni i té un amant. Ambdós foren assassinats el 7 de novembre de 1893 quan l'anarquista Santiago Salvador Franch va llençar una bomba a les llotges del Gran Teatre del Liceu. Això és basat en un fet real.

## Repartiment
- José María Seoane - Joaquín Rius
- Blanca de Silos - Mariona Rebull
- Sara Montiel - Lula
- Alberto Romea - Señor Llobet
- Tomás Blanco - Ernesto Villar
- Carlos Muñoz - Arturo
- José María Lado
- Adolfo Marsillach - Darío
- Fernando Sancho - Señor Roig
- Rafael Bardem - Señor Llopis
- Mario Berriatúa - Desiderio
- Manrique Gil - Señor Pàmies
- Ramón Martori
- Cándida Suarez
- Rosita Yarza
- Carolina Giménez - Muchacha en El Liceo

## Premis
Tercera edició de les Medalles del Cercle d'Escriptors Cinematogràfics
| Categoria        | Nominats                   | Resultat  |
| ---------------- | -------------------------- | --------- |
| Millor actor     | José María Seoane          | Guanyador |
| Millor director  | José Luis Sáenz de Heredia | Guanyador |
| Millors decorats | Luis Santamaría            | Guanyador |